# Wichmann von Havelberg
Wichmann († um März 1096) war Bischof von Havelberg um 1085/1096.
Über Wichmann ist nur überliefert, dass er von Erzbischof Hartwig von Magdeburg geweiht wurde, ohne Angabe des Jahres. Sein Vorgänger Gottschalk wurde Ostern 1085 letztmals erwähnt, sein Nachfolger Hezilo erstmals am 26. Juli 1096.